# Walter Knape
Walter Knape (* 14. Januar 1906 in Bernburg (Saale); † 14. November 2000 in Cuxhaven) war ein deutscher Dirigent, Komponist, Musikwissenschaftler und Hochschullehrer sowie Lehrer.

## Biografie
Knape absolvierte die Schule bis zum Abitur in Magdeburg. Er studierte Musikwissenschaften an der Musikschule Magdeburg und ab 1927 am Konservatorium der Musik zu Leipzig. 1936 bestand er die Kapellmeisterprüfung in Dresden und verfasste sein Staatsexamen über Karl Friedrich Abels Sinfonien. Am 28. August 1937 beantragte er die Aufnahme in die NSDAP und wurde rückwirkend zum 1. Mai desselben Jahres aufgenommen (Mitgliedsnummer 5.796.119). Von 1939 bis 1948 – mit Kriegsunterbrechungen – erweiterte er in Dessau die Ausbildung zum Musikfachlehrer.
Von 1951 bis 1957 war Knape Direktor der Leipziger Singakademie und des Philharmonischen Chores, des Leipziger Männerchores (1947–1956) und der Großen Leipziger Chorgemeinschaft. Daneben war er von 1954 bis 1956 Dozent für Musiktheorie an der Deutschen Hochschule für Musik in Ost-Berlin. Als Sachvertreter für das Chorwesen in der DDR initiierte er Ost-West-Austauschkonzerte und war ab 1956 Musikdirektor des Chortreffens auf der Wartburg. 1957 war er Musikfachlehrer am Musischen Gymnasium in Leipzig-Markkleeberg. Als Chorleiter leitete er in der DDR zahlreiche große Konzerte.
1957 zog Knape nach Cuxhaven und war 1957/58 als Musiklehrer am Lichtenberg-Gymnasium und 1959/60 am Amandus-Abendroth-Gymnasium. Zugleich leitete er das Collegium musicum an der Universität Hamburg, war akademischer Musiklehrer an Gymnasien in Hannover und wurde Theatermusikleiter. Von 1958 bis 1972 war er auch Leiter der Cuxhavener Stadtchor-Konzerte. 1972 ging er in den Ruhestand.

## Werke
Knapes kompositorisches Werke umfasst über hundert Titel als Klavier- und Orgelmusik, Chor- und Orchesterwerke, Kammermusik und Lieder. Weiterhin verfasste er einige Fachbücher. Die Werke von Karl Friedrich Abel als bedeutenden Meister der frühklassischen Musik und Mozart-Mentor hat Knape 1973 in einer grundlegenden Monographie und in der 16-bändige Gesamtausgabe der Kompositionen 1976 dokumentiert.

## Veröffentlichungen
- Monographie Karl Friedrich Abel. Leben und Werk eines frühklassischen Komponisten, Schünemann, Bremen 1973, ISBN 3-7961-3036-4.
- Bibliographisch-thematisches Verzeichnis der Kompositionen von Karl Friedrich Abel. Selbstverlag, Cuxhaven 1972, DNB 730471519.
- Gesamtausgabe der Kompositionen von Karl Friedrich Abel, Edition AD PORTAM, Cuxhaven 1976.
- Vier Miniaturen für Klavier. Wolf & Ruthe, ca. 1931.

## Ehrungen
- 1971: Franz Schubert-Medaille
- 1983: Pro Arte-Medaille
- 1986: Schlossmedaille der Stadt Cuxhaven[2]
- 1990: Verdienstkreuzes am Bande der Bundesrepublik Deutschland[2]